# Ani des palétuviers
Crotophaga major
Espèce
Statut de conservation UICN

 LC  : Préoccupation mineure
L'Ani des palétuviers (Crotophaga major), également appelé grand ani, est une espèce d'oiseau de la famille des Cuculidae. C'est une espèce qui se reproduit depuis Panama et  Trinité au nord en passant par l'Amérique du Sud tropicale jusqu'au nord de l'Argentine. Il est parfois appelé le coucou noir.
On le trouve dans les mangroves, les bois près de l'eau et en lisière des forêts. Il est migrateur au moins dans certaines parties de son aire de répartition. Le nid, construit en commun par plusieurs couples, est une coupe profonde bordée de feuilles et placé habituellement 2 à 5 m de hauteur dans un arbre. Un certain nombre de femelles pondent leurs œufs d'un bleu profond  dans le même nid et ensuite les couvent et les élèvent en commun. Les nids peuvent contenir ainsi de 3 à 10 œufs.
L'Ani des palétuviers mesure environ 48 cm de long et pèse 170 g. L'adulte est principalement d'un bleu-noir brillant, avec une longue queue, un long bec noir surmonté d'un tubercule et a un iris blanc. Les immatures ont un iris sombre.
C'est une espèce très grégaire, vivant toujours en groupes bruyants. Le croassement des appels rappelle celui de la dinde. il se  nourrit de grands insectes, de lézards et de grenouilles.